# 亞斯諾皮爾利亞 (別列佐夫卡區)
47°21′20″N 30°49′0″E / 47.35556°N 30.81667°E
亞斯諾皮利亞（烏克蘭語：Яснопілля）是位於烏克蘭西南部的村莊，由敖德萨州贝雷济夫卡区的貝雷濟夫卡市鎮負責管轄。該村始建於1929年，面積0.83平方公里，海拔高度97米，2001年人口333，人口密度每平方公里402.66人。